# Zespolony typ danych
Typ zespolony – typ danych w określonym języku programowania, umożliwiający przechowywanie wartości zespolonych i wykonywanie operacji na tych wartościach.

## Podstawowe zasady
Liczby zespolone składają się z części rzeczywistej i części urojonej. Obie części są reprezentowane przez wartości rzeczywiste. Komputerowa reprezentacja takich liczb sprowadza się do rezerwacji w pamięci obszaru niezbędnego do przechowania pary liczb, czyli dwóch wartości, wybranego z dostępnych w konkretnym języku programowania, typu rzeczywistego. Nieodłącznie z typem zespolonym wiąże się również zestaw operatorów i funkcji dostarczanych przez język lub konkretną implementację do wykonywania operacji na wartościach zespolonych. Konkretne wartości zespolone w kodzie źródłowym reprezentowane są za pomocną literałów zespolonych lub wyrażeń.

## Typ zespolony w językach programowania

### PL/I
W PL/I dane zespolone opisane są w deklaracjach atrybutem COMPLEX (lub w skrócie CPLX). Dane zespolone mogą być reprezentowana za pomocną liczb:
- stałopozycyjnych (atrybut FIXED)
- zmiennopozycyjnych (atrybut FLOAT)

o różnej reprezentacji w pamięci. Ponadto można stosować atrybut podstawy systemu liczbowego:
- dziesiętnego (atrybut DECIMAL=DEC)
- dwójkowego (atrybut BINARY=BIN).

### Fortran77
Typ zespolony oznaczany jest słowem kluczowym COMPLEX. Zmienne i wartości zespolone mogą być argumentami standardowych operatorów i funkcji. Przeprowadzane są automatyczne konwersje argumentów rzeczywistych i całkowitych do typu zespolonego, w przypadku użycia do takiego argumentu i argumentu zespolonego lub użycie liczby w kontekście, w którym wymagana jest wartość zespolona. Nie odnosi się to jednak do wartości podwójnej precyzji, w typ przypadku wymagana jest jawne zastosowanie funkcji przekształcającej CMPLX.

### Algol68
Dostępny jest typ zespolony i literały zespolone.

### Mathcad
Dostępny jest typ zespolony zapisany w postaci kanonicznej (algebraicznej). Istnieje możliwość tworzenia zmiennych zespolonych. Dostępne są dla tego typu podstawowe operacje zespolone.

### Scheme
Dostępny jest typ zespolony i literały zespolone. Liczbę urojoną zapisuje się w postaci:
```
10+10i

+i

```

Język scheme posiada także funkcje operujące na liczbach zespolonych, np. sqrt (czyli pierwiastek) zwraca liczbę zespoloną gdy przekaże się liczbę ujemną.

### Common Lisp
Dostępny jest typ zespolony i literały zespolone. Liczbę urojoną zapisuje się w postaci:
```
#C
(
1
 
2
)

```

### Python
Posiada typ zespolony i literały zespolone w formacie:
```
10
+
10
j

1
j

```

### D
Język D powstał jako obiektowy następca języka C. Wprowadzono w nim wiele rozszerzeń, w tym między innymi typ urojony (ifloat, idouble, ireal) i zespolony typy danych (cfloat, cdouble, creal). Zdefiniowane są w składni zasady tworzenia literałów urojonych i zespolonych.